# Amir Hadžiahmetović
Amir Hadžiahmetović (* 8. März 1997 in Nexø) ist ein bosnisch-herzegowinischer Fußballspieler, der in Dänemark aufgewachsen und von 2016 bis 2023 für den türkischen Erstligisten Konyaspor aufgelaufen ist. Seit Februar 2023 steht der Mittelfeldspieler bei dem türkischen Verein Beşiktaş Istanbul unter Vertrag.

## Herkunft
Hadžiahmetović's Eltern flohen vor dem Balkankrieg in Bosnien und kamen im Jahr 1992 nach Dänemark. Er selbst wurde in Nexø auf der dänischen Insel Bornholm geboren und lebte dort bis zu seinem 12. Lebensjahr, bevor die Eltern sich entschlossen, nach Bosnien-Herzegowina zurückzukehren. Daher spricht Hadžiametović Dänisch, ist allerdings nicht im Besitz der dänischen Staatsbürgerschaft.

## Karriere

### Verein
Hadžiahmetović begann mit dem Fußballspielen in Dänemark bei Nexø Boldklub Bornholm, ehe er nach der Rückkehr seiner Familie nach Bosnien-Herzegowina sich der Jugendabteilung von FK Željezničar Sarajevo anschloss. Hier wurde er 2014 in den Profikader aufgenommen und absolvierte seine ersten Spiele in der Premijer Liga sowie im Kup Bosne i Hercegovine.
Im Februar 2016 wechselte er dann in die Türkei zum Süper-Lig-Verein Konyaspor und gewann dort anderthalb Jahre später den nationalen Pokal.

### Nationalmannschaft
Hadžiahmetović startete seine Nationalmannschaftskarriere 2013 mit einem Einsatz für die bosnisch-herzegowinische U-17-Nationalmannschaft und durchlief bis zur bosnisch-herzegowinischen U-21-Nationalmannschaft alle Nachwuchsnationalmannschaften seines Landes. 
Am 4. September 2020 debütierte er dann auch für die A-Nationalmannschaft beim 1:1 in der UEFA Nations League gegen Italien in Florenz.

## Erfolge
- Türkischer Pokalsieger: 2017